# پیشرفت در هوش مصنوعی

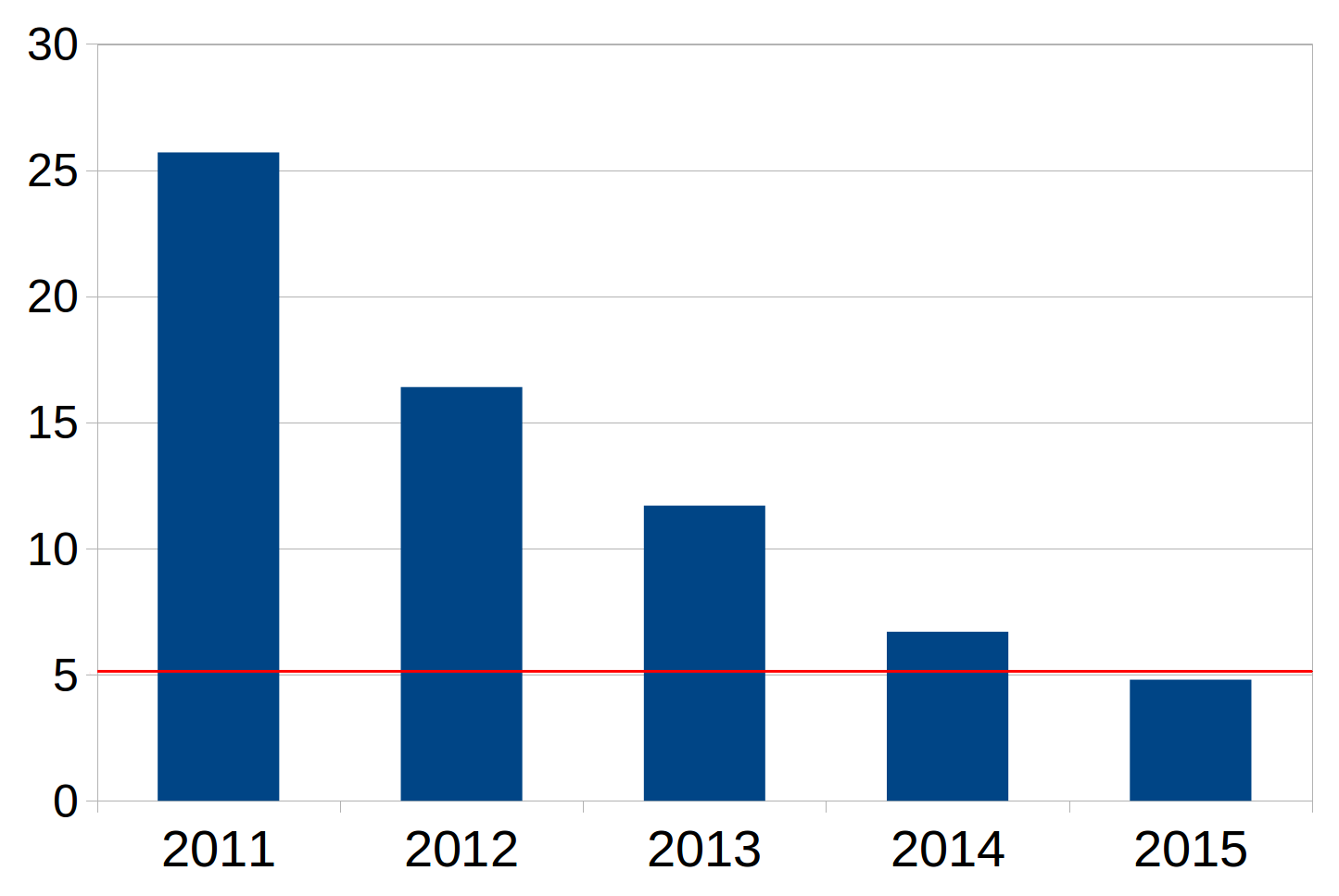
میزان خطای هوش مصنوعی بر اساس سال. خط قرمز - میزان خطای یک انسان آموزش دیده در یک کار خاص.

پیشرفت در هوش مصنوعی (انگلیسی: Progress in artificial intelligence) به پیشرفت‌ها، نقاط عطف و پیشرفت‌هایی اشاره دارد که در طول زمان در زمینه هوش مصنوعی به دست آمده‌است. هوش مصنوعی شاخه ای چند رشته‌ای از علوم کامپیوتر است که هدف آن ایجاد ماشین‌ها و سیستم‌هایی است که قادر به انجام وظایفی هستند که معمولاً به هوش انسانی نیاز دارند. از هوش مصنوعی در زمینه‌های گسترده‌ای از جمله تشخیص پزشکی، برنامه‌های اقتصادی- مالی، کنترل ربات، قانون، اکتشاف علمی، بازی‌های ویدئویی و اسباب‌بازی‌ها استفاده شده‌است. با این حال، بسیاری از برنامه‌های کاربردی هوش مصنوعی به‌عنوان هوش مصنوعی درک نمی‌شوند: بسیاری از هوش‌های مصنوعی پیشرفته در برنامه‌های کاربردی عمومی فیلتر شده‌اند، اغلب بدون اینکه هوش مصنوعی نامیده شوند، زیرا وقتی چیزی به اندازه کافی مفید و رایج شد، دیگر برچسب AI نمی‌خورد. «هزاران برنامه‌های کاربردی هوش مصنوعی عمیقاً در زیرساخت‌های هر صنعتی تعبیه شده‌اند.» در اواخر دهه ۱۹۹۰ و اوایل قرن بیست و یکم، فناوری هوش مصنوعی به‌طور گسترده به عنوان عناصر سیستم‌های بزرگتر مورد استفاده قرار گرفت، اما در این زمینه. در آن زمان به ندرت به خاطر این موفقیت‌ها اعتبار داشت.